# Franciaország az 1956. évi nyári olimpiai játékokon
Franciaország az ausztráliai Melbourne-ben és a svédországi Stockholmban megrendezett 1956. évi nyári olimpiai játékok egyik részt vevő nemzete volt. Az országot az olimpián 16 sportágban 145 sportoló képviselte, akik összesen 14 érmet szereztek.

## Érmesek
| Érem  | Versenyző                                                                                   | Sportág      | Versenyszám                    |
| ----- | ------------------------------------------------------------------------------------------- | ------------ | ------------------------------ |
| Arany | Alain Mimoun                                                                                | Atlétika     | Férfi maraton                  |
| Arany | René Abadie Arnaud Geyre Maurice Moucheraud Michel Vermeulin                                | Kerékpározás | Férfi csapat mezőnyverseny     |
| Arany | Michel Rousseau                                                                             | Kerékpározás | Férfi egyéni sprint            |
| Arany | Christian d’Oriola                                                                          | Vívás        | Férfi tőr, egyéni              |
| Ezüst | Georges Dransart Marcel Renaud                                                              | Kajak-kenu   | Férfi kenu kettes 10 000 m     |
| Ezüst | Arnaud Geyre                                                                                | Kerékpározás | Férfi mezőnyverseny            |
| Ezüst | René Bianchi Jean Graczyk Jean-Claude Lecante Michel Vermeulin                              | Kerékpározás | Férfi csapat üldözőverseny     |
| Ezüst | Bernard Baudoux Roger Closset René Coicaud Christian d’Oriola Jacques Lataste Claude Netter | Vívás        | Férfi tőr, csapat              |
| Bronz | Yves Delacour Guy Guillabert René Guissart Gaston Mercier                                   | Evezés       | Férfi kormányos nélküli négyes |
| Bronz | René Libeer                                                                                 | Ökölvívás    | Légsúly                        |
| Bronz | Gilbert Chapron                                                                             | Ökölvívás    | Középsúly                      |
| Bronz | Jean Debuf                                                                                  | Súlyemelés   | 90 kg                          |
| Bronz | Daniel Dagallier Yves Dreyfus Armand Mouyal Claude Nigon René Queyroux                      | Vívás        | Férfi párbajtőr, csapat        |
| Bronz | Renée Garilhe                                                                               | Vívás        | Női tőr, egyéni                |

## Atlétika
Férfi
| Versenyző                                                                   | Versenyszám     | Előfutam | Előfutam | Negyeddöntő   | Negyeddöntő   | Elődöntő | Elődöntő | Döntő   | Döntő    |
| Versenyző                                                                   | Versenyszám     | Idő      | Hely.    | Idő           | Hely.         | Idő      | Hely.    | Idő     | Helyezés |
| --------------------------------------------------------------------------- | --------------- | -------- | -------- | ------------- | ------------- | -------- | -------- | ------- | -------- |
| René Bonino                                                                 | 100 m           | 10,8     | 2.       | 10,8          | 5.            | kiesett  | kiesett  | kiesett | kiesett  |
| Alain David                                                                 | 100 m           | 11,1     | 4.       | kiesett       | kiesett       | kiesett  | kiesett  | kiesett | kiesett  |
| Yves Camus                                                                  | 200 m           | 22,2     | 3.       | kiesett       | kiesett       | kiesett  | kiesett  | kiesett | kiesett  |
| Jean-Pierre Goudeau                                                         | 200 m           | 22,0     | 5.       | kiesett       | kiesett       | kiesett  | kiesett  | kiesett | kiesett  |
| Constantin Lissenko                                                         | 200 m           | 21,8     | 1.       | nem ért célba | nem ért célba | kiesett  | kiesett  | kiesett | kiesett  |
| Jacques Degats                                                              | 400 m           | 48,3     | 2.       | 48,7          | 5.            | kiesett  | kiesett  | kiesett | kiesett  |
| Jean-Paul Martin du Gard                                                    | 400 m           | 48,3     | 3.       | 48,2          | 6.            | kiesett  | kiesett  | kiesett | kiesett  |
| Pierre Haarhoff                                                             | 400 m           | 49,8     | 3.       | 47,6          | 4.            | kiesett  | kiesett  | kiesett | kiesett  |
| René Djian                                                                  | 800 m           | 1:51,1   | 2.       |               | 1:50,7        | 6.       | kiesett  | kiesett |          |
| Michel Jazy                                                                 | 1500 m          | 3:50,0   | 7.       |               |               |          |          | kiesett | kiesett  |
| Alain Mimoun                                                                | 10 000 m        |          | 30:18,0  | 12.           |               |          |          |         |          |
| Alain Mimoun                                                                | Maraton         |          |          |               |               |          |          | 2:25:00 |          |
| Jean-Claude Bernard                                                         | 110 m gát       | 14,7     | 3.       |               | 14,6          | 6.       | kiesett  | kiesett |          |
| Edmond Roudnitska                                                           | 110 m gát       | 14,3     | 2.       |               | 14,9          | 5.       | kiesett  | kiesett |          |
| Guy Cury                                                                    | 400 m gát       | 51,6     | 2.       |               | 51,5          | 4.       | kiesett  | kiesett |          |
| Alexandre Yankoff                                                           | 400 m gát       | 53,1     | 4.       |               | kiesett       | kiesett  | kiesett  | kiesett |          |
| René Bonino Constantin Lissenko Jocelyn Delecour Alain David                | 4 × 100 m váltó | 40,8     | 2.       |               | 41,3          | 4.       | kiesett  | kiesett |          |
| Jacques Degats Jean-Paul Martin du Gard Jean-Pierre Goudeau Pierre Haarhoff | 4 × 400 m váltó | 3:11,8   | 3.       |               | kiesett       | kiesett  |          |         |          |

| Versenyző        | Versenyszám   | Selejtező                | Selejtező                | Döntő    | Döntő    |
| Versenyző        | Versenyszám   | Eredmény                 | Helyezés                 | Eredmény | Helyezés |
| ---------------- | ------------- | ------------------------ | ------------------------ | -------- | -------- |
| Maurice Fournier | Magasugrás    | 192 cm                   | 3.                       | 196 cm   | 11.      |
| Victor Sillon    | Rúdugrás      | érvényes kísérlet nélkül | érvényes kísérlet nélkül | kiesett  | kiesett  |
| Éric Battista    | Hármasugrás   | 14,99 m                  | 12.                      | 15,15 m  | 16.      |
| Raymond Thomas   | Súlylökés     | 15,42 m                  | 12.                      | 15,31 m  | 14.      |
| Pierre Alard     | Diszkoszvetés | 46,18 m                  | 18.                      | kiesett  | kiesett  |
| Guy Husson       | Kalapácsvetés | 54,98 m                  | =11.                     | 55,02 m  | 13.      |
| Michel Macquet   | Gerelyhajítás | 71,23 m                  | 7.                       | 71,84 m  | 7.       |
| Léon Syrovatski  | Gerelyhajítás | 64,58 m                  | 18.                      | kiesett  | kiesett  |

Női
| Versenyző                                                          | Versenyszám     | Előfutam | Előfutam | Elődöntő | Elődöntő | Döntő   | Döntő    |
| Versenyző                                                          | Versenyszám     | Idő      | Hely.    | Idő      | Hely.    | Idő     | Helyezés |
| ------------------------------------------------------------------ | --------------- | -------- | -------- | -------- | -------- | ------- | -------- |
| Catherine Capdevielle                                              | 100 m           | 11,7     | 2.       | 12,4     | 6.       | kiesett | kiesett  |
| Micheline Fluchot                                                  | 100 m           | 12,4     | 4.       | kiesett  | kiesett  | kiesett | kiesett  |
| Micheline Fluchot                                                  | 200 m           | 24,9     | 4.       | kiesett  | kiesett  | kiesett | kiesett  |
| Simone Henry                                                       | 200 m           | 25,0     | 3.       | kiesett  | kiesett  | kiesett | kiesett  |
| Marthe Lambert                                                     | 80 m gát        | 10,9     | 3.       | 11,1     | 4.       | kiesett | kiesett  |
| Angèle Picado                                                      | 80 m gát        | 11,5     | 4.       | kiesett  | kiesett  | kiesett | kiesett  |
| Catherine Capdevielle Micheline Fluchot Simone Henry Angèle Picado | 4 × 100 m váltó | 46,3     | 4.       |          |          | kiesett | kiesett  |

| Versenyző      | Versenyszám | Selejtező | Selejtező | Döntő    | Döntő    |
| Versenyző      | Versenyszám | Eredmény  | Helyezés  | Eredmény | Helyezés |
| -------------- | ----------- | --------- | --------- | -------- | -------- |
| Marthe Lambert | Távolugrás  | 579 cm    | 8.        | 588 cm   | 5.       |

## Birkózás
Kötöttfogású
| Versenyző    | Versenyszám | 1. forduló                   | 1. forduló | 1. forduló | 2. forduló                           | 2. forduló | 2. forduló | 3. forduló        | 3. forduló | 3. forduló | 4. forduló        | 4. forduló | 4. forduló | 5. forduló        | 5. forduló | 5. forduló | Döntő             | Döntő   | Döntő   | Helyezés    |
| Versenyző    | Versenyszám | Ellenfél Eredmény            | Pont       | Hely.      | Ellenfél Eredmény                    | Pont       | Hely.      | Ellenfél Eredmény | Pont       | Hely.      | Ellenfél Eredmény | Pont       | Hely.      | Ellenfél Eredmény | Pont       | Hely.      | Ellenfél Eredmény | Pont    | Hely.   | Helyezés    |
| ------------ | ----------- | ---------------------------- | ---------- | ---------- | ------------------------------------ | ---------- | ---------- | ----------------- | ---------- | ---------- | ----------------- | ---------- | ---------- | ----------------- | ---------- | ---------- | ----------------- | ------- | ------- | ----------- |
| André Zoete  | 52 kg       | John Wilson (USA) · 0-3      | 3          | =9.        | Nyikolaj Szolovjov (URS) · kétvállas | 6          | =10.       | kiesett           | kiesett    | kiesett    | kiesett           | kiesett    | kiesett    |                   |            |            | kiesett           | kiesett | kiesett | helyezetlen |
| Roger Bielle | 62 kg       | Gunnar Håkansson (SWE) · 0-3 | 3          | =7.        | Rauno Mäkinen (FIN) · 1-2            | 5          | 8.         | kiesett           | kiesett    | kiesett    | kiesett           | kiesett    | kiesett    | kiesett           | kiesett    | kiesett    | kiesett           | kiesett | kiesett | helyezetlen |

Szabadfogású
| Versenyző    | Versenyszám | 1. forduló                      | 1. forduló | 1. forduló | 2. forduló                      | 2. forduló | 2. forduló | 3. forduló                  | 3. forduló | 3. forduló | 4. forduló        | 4. forduló | 4. forduló | 5. forduló        | 5. forduló | 5. forduló | Döntő             | Döntő   | Döntő   | Helyezés    |
| Versenyző    | Versenyszám | Ellenfél Eredmény               | Pont       | Hely.      | Ellenfél Eredmény               | Pont       | Hely.      | Ellenfél Eredmény           | Pont       | Hely.      | Ellenfél Eredmény | Pont       | Hely.      | Ellenfél Eredmény | Pont       | Hely.      | Ellenfél Eredmény | Pont    | Hely.   | Helyezés    |
| ------------ | ----------- | ------------------------------- | ---------- | ---------- | ------------------------------- | ---------- | ---------- | --------------------------- | ---------- | ---------- | ----------------- | ---------- | ---------- | ----------------- | ---------- | ---------- | ----------------- | ------- | ------- | ----------- |
| André Zoete  | 52 kg       | Fred Flannery (AUS) · kétvállas | 0          | =1.        | Hüseyin Akbaş (TUR) · kétvállas | 3          | =5.        | Tadashi Asai (JPN) · 0-3    | 6          | =5.        | kiesett           | kiesett    | kiesett    | kiesett           | kiesett    | kiesett    | kiesett           | kiesett | kiesett | 5.          |
| Roger Bielle | 67 kg       | Väinö Hakkarainen (FIN) · 2-1   | 1          | =9.        | Garibaldo Nizzola (ITA) · 1-2   | 3          | =8.        | Imam-Ali Habibi (IRI) · 0-3 | 6          | =10.       | kiesett           | kiesett    | kiesett    | kiesett           | kiesett    | kiesett    | kiesett           | kiesett | kiesett | helyezetlen |

## Evezés
| Versenyző | Versenyszám              | Előfutam | Előfutam | Vigaszág   | Vigaszág | Elődöntő | Elődöntő | Döntő   | Döntő   | Helyezés    |
| Versenyző | Versenyszám              | Idő      | Hely.    | Idő        | Hely.    | Idő      | Hely.    | Idő     | Hely.   | Helyezés    |
| --- | ------------------------ | -------- | -------- | ---------- | -------- | -------- | -------- | ------- | ------- | ----------- |
| Guy Guillabert Gaston Mercier Yves Delacour René Guissart                                                                                         | Kormányos nélküli négyes | 7:11,8   | 2.       | 7:44,0     | 1.       | 8:08,4   | 2.       | 7:20,9  | 3.      |             |
| Santé Marcuzzi Émile Clerc Richard Duc Maurice Bas Édouard Leguery Jean-Jacques Vignon Maurice Houdayer René Massiasse Jacques Vilcoq (kormányos) | Nyolcas                  | 6:13,0   | 3.       | nincs adat | 4.       | kiesett  | kiesett  | kiesett | kiesett | helyezetlen |

## Kajak-kenu
Férfi
| Versenyző                      | Versenyszám           | Előfutam | Előfutam | Döntő   | Döntő    |
| Versenyző                      | Versenyszám           | Idő      | Hely.    | Idő     | Helyezés |
| ------------------------------ | --------------------- | -------- | -------- | ------- | -------- |
| Louis Gantois                  | Kajak egyes 1000 m    | 4:39,9   | 3.       | 4:22,1  | 5.       |
| Maurice Graffen Michel Meyer   | Kajak kettes 1000 m   | 4:09,7   | 3.       | 3:58,3  | 5.       |
| Maurice Graffen Michel Meyer   | Kajak kettes 10 000 m |          |          | 47:12,8 | 9.       |
| Georges Dransart Marcel Renaud | Kenu kettes 1000 m    | 5:07,2   | 3.       | 4:57,7  | 4.       |
| Georges Dransart Marcel Renaud | Kenu kettes 10 000 m  |          |          | 54:48,3 |          |

Női
| Versenyző  | Versenyszám       | Előfutam | Előfutam | Döntő  | Döntő    |
| Versenyző  | Versenyszám       | Idő      | Hely.    | Idő    | Helyezés |
| ---------- | ----------------- | -------- | -------- | ------ | -------- |
| Éva Marion | Kajak egyes 500 m | 2:29,4   | 4.       | 2:27,9 | 8.       |

## Kerékpározás

### Országúti kerékpározás
| Versenyző                                                    | Versenyszám          | Idő             | Helyezés |
| ------------------------------------------------------------ | -------------------- | --------------- | -------- |
| René Abadie                                                  | Mezőnyverseny        | 5:27:28 (+6:11) | 27.      |
| Arnaud Geyre                                                 | Mezőnyverseny        | 5:23:16 (+1:59) |          |
| Maurice Moucheraud                                           | Mezőnyverseny        | 5:23:40 (+2:23) | 8.       |
| Michel Vermeulin                                             | Mezőnyverseny        | 5:23:40 (+2:23) | 12.      |
| Versenyző                                                    | Versenyszám          | Pont            | Helyezés |
| René Abadie Arnaud Geyre Maurice Moucheraud Michel Vermeulin | Csapat mezőnyverseny | 22              |          |

### Pálya-kerékpározás
Sprintverseny
| Versenyző       | Versenyszám  | 1. forduló                                              | 1. forduló | Vigaszág selejtező     | Vigaszág selejtező | Vigaszág döntő       | Vigaszág döntő | Negyeddöntő                         | Elődöntő                           | Döntő                                | Helyezés |
| Versenyző       | Versenyszám  | Ellenfelek Győztes idő                                  | Hely.      | Ellenfelek Győztes idő | Hely.              | Ellenfél Győztes idő | Hely.          | Ellenfél Győztes idő                | Ellenfél Győztes idő               | Ellenfél Győztes idő                 | Helyezés |
| --------------- | ------------ | ------------------------------------------------------- | ---------- | ---------------------- | ------------------ | -------------------- | -------------- | ----------------------------------- | ---------------------------------- | ------------------------------------ | -------- |
| Michel Rousseau | Férfi egyéni | Hylton Mitchell (TRI) · Muhammad Shah Rukh (PAK) · 11,6 | 1.         |                        |                    |                      |                | Thomas Shardelow (RSA) · 12,6, 11,4 | Warren Johnston (NZL) · 11,4, 12,2 | Guglielmo Pesenti (ITA) · 11,4, 11,4 |          |

Időfutam
| Versenyző   | Versenyszám  | Idő    | Helyezés |
| ----------- | ------------ | ------ | -------- |
| Renzo Colzi | Férfi egyéni | 1:15,1 | 16.      |

Tandem
| Versenyző                  | Versenyszám     | 1. forduló                                                   | 1. forduló | Vigaszág             | Vigaszág | Vigaszág vesztesei     | Vigaszág vesztesei | Negyeddöntő                                                    | Elődöntő             | Döntő                | Helyezés |
| Versenyző                  | Versenyszám     | Ellenfelek Győztes idő                                       | Hely.      | Ellenfél Győztes idő | Hely.    | Ellenfelek Győztes idő | Hely.              | Ellenfél Győztes idő                                           | Ellenfél Győztes idő | Ellenfél Győztes idő | Helyezés |
| -------------------------- | --------------- | ------------------------------------------------------------ | ---------- | -------------------- | -------- | ---------------------- | ------------------ | -------------------------------------------------------------- | -------------------- | -------------------- | -------- |
| André Gruchet Robert Vidal | Férfi kétüléses | Csehszlovákia (TCH) · Ladislav Fouček · Václav Machek · 11,2 | 1.         |                      |          |                        |                    | Nagy-Britannia (GBR) · Peter Brotherton · Eric Thompson · 11,2 | kiesett              | kiesett              | 5.       |

Üldözőverseny
| Versenyző                                                      | Versenyszám  | Selejtező                                                                                 | Selejtező | Selejtező | Negyeddöntő                                                                          | Negyeddöntő | Negyeddöntő | Elődöntő                                                                                      | Elődöntő  | Elődöntő | Döntő | Döntő     | Helyezés |
| Versenyző                                                      | Versenyszám  | Ellenfél Idő                                                                              | Saját idő | Hely.     | Ellenfél Idő                                                                         | Saját idő   | Hely.       | Ellenfél Idő                                                                                  | Saját idő | Hely.    | Ellenfél Idő                                                                                             | Saját idő | Helyezés |
| -------------------------------------------------------------- | ------------ | ----------------------------------------------------------------------------------------- | --------- | --------- | ------------------------------------------------------------------------------------ | ----------- | ----------- | --------------------------------------------------------------------------------------------- | --------- | -------- | --- | --------- | -------- |
| René Bianchi Jean Graczyk Jean-Claude Lecante Michel Vermeulin | Férfi csapat | Ausztrália (AUS) · Frank Brazier · Cliff Burvill · Roy Moore · Warren Scarfe · lekörözték | 4:48,0    | 1.        | Új-Zéland (NZL) · Warwick Dalton · Donald Eagle · Bruce Kent · Neil Ritchie · 4:56,4 | 4:44,0      | 1.          | Dél-afrikai Unió (RSA) · Robert Fowler · Jan Hettema · Charles Jonker · Alfred Swift · 4:41,0 | 4:39,0    | 1.       | Olaszország (ITA) · Antonio Domenicali · Leandro Faggin · Franco Gandini · Valentino Gasparella · 4:37,4 | 4:39,4    |          |

## Kosárlabda
| Francia férfi kosárlabdacsapat-játékoskeret                                                              | Francia férfi kosárlabdacsapat-játékoskeret                                                   |
| --- | --------------------------------------------------------------------------------------------- |
| - Roger Antoine - Christian Baltzer - Jean-Paul Beugnot - Maurice Buffière - Yves Gominon - Henri Grange | - Roger Haudegand - Robert Monclar - Henri Rey - André Schlupp - Gérard Sturla - Roger Veyron |

### Eredmények
Csoportkör
B csoport
| Csapat              | M | Gy | V | P+  | P–  | Pk   |
| ------------------- | - | -- | - | --- | --- | ---- |
| Franciaország (FRA) | 3 | 3  | 0 | 236 | 183 | +53  |
| Szovjetunió (URS)   | 3 | 2  | 1 | 255 | 177 | +78  |
| Kanada (CAN)        | 3 | 1  | 2 | 206 | 234 | –28  |
| Szingapúr (SIN)     | 3 | 0  | 3 | 154 | 257 | –103 |

| 1956. november 23. | Franciaország (FRA) | 81 – 54 | Szingapúr (SIN) |  |
| 1956. november 23. | (44–22)             |         |                 |  |

| 1956. november 24. | Franciaország (FRA) | 76 – 67 | Szovjetunió (URS) |  |
| 1956. november 24. | (24–18)             |         |                   |  |

| 1956. november 26. | Franciaország (FRA) | 79 – 62 | Kanada (CAN) |  |
| 1956. november 26. | (43–35)             |         |              |  |

Középdöntő
E csoport
| Csapat               | M | Gy | V | P+  | P–  | Pk  |
| -------------------- | - | -- | - | --- | --- | --- |
| Franciaország (FRA)  | 3 | 2  | 1 | 195 | 187 | +8  |
| Uruguay (URU)        | 3 | 2  | 1 | 221 | 209 | +12 |
| Chile (CHI)          | 3 | 1  | 2 | 221 | 220 | +1  |
| Fülöp-szigetek (PHI) | 3 | 1  | 2 | 204 | 225 | –21 |

| 1956. november 27. | Franciaország (FRA) | 71 – 60 | Chile (CHI) |  |
| 1956. november 27. | (37–23)             |         |             |  |

| 1956. november 28. | Fülöp-szigetek (PHI) | 65 – 58 | Franciaország (FRA) |  |
| 1956. november 28. | (30–26)              |         |                     |  |

| 1956. november 29. | Franciaország (FRA) | 66 – 62 | Uruguay (URU) |  |
| 1956. november 29. | (38–31)             |         |               |  |

Elődöntő
| 1956. november 30. | Szovjetunió (URS) | 56 – 49 | Franciaország (FRA) |  |
| 1956. november 30. | (25–19)           |         |                     |  |

Bronzmérkőzés
| 1956. december 1. | Uruguay (URU) | 71 – 62 | Franciaország (FRA) |  |
| 1956. december 1. | (37–29)       |         |                     |  |

| Csapat              | Helyezés |
| ------------------- | -------- |
| Franciaország (FRA) | 4.       |

## Lovaglás
megjegyzés: A lovas versenyszámokat a svédországi Stockholmban rendezték meg a szigorú ausztrál állat-egészségügyi szabályok miatt.
Díjlovaglás
| Versenyző                                      | Ló                           | Versenyszám | Döntő  | Döntő    |
| Versenyző                                      | Ló                           | Versenyszám | Pont   | Helyezés |
| ---------------------------------------------- | ---------------------------- | ----------- | ------ | -------- |
| Jean-Albert Brasu                              | Vol d'Amour                  | Egyéni      | 648,0  | 22.      |
| André Jousseaume                               | Harpagon                     | Egyéni      | 814,0  | 5.       |
| Jean Salmon                                    | Kipling                      | Egyéni      | 554,0  | 32.      |
| Jean-Albert Brasu André Jousseaume Jean Salmon | Vol d'Amour Harpagon Kipling | Csapat      | 2016,0 | 6.       |

Díjugratás
| Versenyző                                                    | Ló                      | Versenyszám | 1. forduló | 1. forduló | 2. forduló | 2. forduló | Összesen | Összesen |
| Versenyző                                                    | Ló                      | Versenyszám | Pont       | Hely.      | Pont       | Hely.      | Pont     | Helyezés |
| ------------------------------------------------------------ | ----------------------- | ----------- | ---------- | ---------- | ---------- | ---------- | -------- | -------- |
| Georges Calmon                                               | Virtuoso                | Egyéni      | 54,75      | 46.        | 32,00      | =33.       | 86,75    | 44.      |
| Bernard de Fombelle                                          | Doria                   | Egyéni      | 12,00      | =8.        | 40,75      | 42.        | 52,75    | 29.      |
| Pierre Jonquères d'Oriola                                    | Voulette                | Egyéni      | 7,00       | 2.         | 8,00       | =10.       | 15,00    | 6.       |
| Georges Calmon Bernard de Fombelle Pierre Jonquères d'Oriola | Virtuoso Doria Voulette | Csapat      | 73,75      | 7.         | 80,75      | 8.         | 154,50   | 8.       |

Lovastusa
| Versenyző                | Ló      | Versenyszám | Díjlovaglás | Díjlovaglás | Tereplovaglás | Tereplovaglás | Díjugratás    | Díjugratás    | Végeredmény | Végeredmény |
| Versenyző                | Ló      | Versenyszám | Bünt.       | Hely.       | Bünt.         | Hely.         | Bünt.         | Hely.         | Bünt.       | Helyezés    |
| ------------------------ | ------- | ----------- | ----------- | ----------- | ------------- | ------------- | ------------- | ------------- | ----------- | ----------- |
| Alain Bouchet            | Ferney  | Egyéni      | -112,40     | 11.         | -357,85       | 37.           | nem ért célba | nem ért célba | kiesett     | kiesett     |
| Jean Saint-Fort Paillard | Farceur | Egyéni      | -125,60     | 19.         | -159,30       | 28.           | -10,00        | =2.           | -294,90     | 25.         |

## Műugrás
Férfi
| Versenyző      | Versenyszám    | Selejtező | Selejtező | Döntő   | Döntő   | Döntő    |
| Versenyző      | Versenyszám    | Pont      | Helyezés  | Pont    | Össz.   | Helyezés |
| -------------- | -------------- | --------- | --------- | ------- | ------- | -------- |
| Christian Pire | Egyéni műugrás | 74,33     | 14.       | kiesett | kiesett | kiesett  |

Női
| Versenyző                    | Versenyszám        | Selejtező | Selejtező | Döntő | Döntő  | Döntő    |
| Versenyző                    | Versenyszám        | Pont      | Helyezés  | Pont  | Össz.  | Helyezés |
| ---------------------------- | ------------------ | --------- | --------- | ----- | ------ | -------- |
| Nicole Péllissard-Darrigrand | Egyéni műugrás     | 60,48     | 11.       | 45,84 | 106,32 | 7.       |
| Nicole Péllissard-Darrigrand | Egyéni toronyugrás | 50,02     | 7.        | 28,78 | 78,80  | 4.       |

## Ökölvívás
| Versenyző        | Versenyszám   | 32-es főtábla     | Nyolcaddöntő                    | Negyeddöntő                    | Elődöntő                         | Döntő             | Helyezés |
| Versenyző        | Versenyszám   | Ellenfél Eredmény | Ellenfél Eredmény               | Ellenfél Eredmény              | Ellenfél Eredmény                | Ellenfél Eredmény | Helyezés |
| ---------------- | ------------- | ----------------- | ------------------------------- | ------------------------------ | -------------------------------- | ----------------- | -------- |
| René Libeer      | Légsúly       | erőnyerő          | Pyo Hyeon-gi (KOR) · GY         | Kenji Yonekura (JPN) · GY      | Terence Spinks (GBR) · V         | kiesett           |          |
| André de Souza   | Pehelysúly    | erőnyerő          | Nontasilp Thayansilp (THA) · GY | Vlagyimir Szafronov (URS) · V  | kiesett                          | kiesett           | 5.       |
| André Vairolatto | Könnyűsúly    | erőnyerő          | Baek Do-seon (KOR) · RTD        | Richard McTaggart (GBR) · V    | kiesett                          | kiesett           | 5.       |
| Claude Saluden   | Kisváltósúly  | erőnyerő          | Henry Perry (IRL) · GY          | Vladimir Jengibarján (URS) · V | kiesett                          | kiesett           | 5.       |
| Eugène Legrand   | Nagyváltósúly |                   | Franco Scisciani (ITA) · V      | kiesett                        | kiesett                          | kiesett           | 9.       |
| Gilbert Chapron  | Középsúly     |                   | erőnyerő                        | Roger Rouse (USA) · GY         | Ramón Tapia (CHI) · visszalépett | kiesett           |          |

## Öttusa
| Versenyző         | Versenyszám | Lovaglás | Lovaglás | Lovaglás | Lovaglás | Vívás    | Vívás | Vívás | Lövészet | Lövészet | Lövészet | Úszás  | Úszás | Úszás | Futás   | Futás | Futás | Összesen    | Összesen |
| Versenyző         | Versenyszám | Idő      | Bünt.    | Pont     | Hely.    | Eredmény | Pont  | Hely. | Pontszám | Pont     | Hely.    | Idő    | Pont  | Hely. | Idő     | Pont  | Hely. | Összes pont | Helyezés |
| ----------------- | ----------- | -------- | -------- | -------- | -------- | -------- | ----- | ----- | -------- | -------- | -------- | ------ | ----- | ----- | ------- | ----- | ----- | ----------- | -------- |
| Jean-Claude Hamel | Egyéni      | 14:49    | 80       | 197,5    | 26.      | 17–18    | 667,0 | 17.   | 169      | 480,0    | 33.      | 4:30,0 | 850,0 | 19.   | 16:43,1 | 691,0 | 33.   | 2885,5      | 33.      |

## Sportlövészet
Férfi
| Versenyző               | Versenyszám           | Döntő | Döntő    |
| Versenyző               | Versenyszám           | Pont  | Helyezés |
| ----------------------- | --------------------- | ----- | -------- |
| Charles des Jammonières | Gyorstüzelő pisztoly  | 529   | 27.      |
| Charles des Jammonières | Szabadpisztoly        | 522   | 20.      |
| Jacques Mazoyer         | Sportpuska, fekvő     | 591   | 35.      |
| Jacques Mazoyer         | Sportpuska, összetett | 1139  | 24.      |
| Maurice Racca           | Sportpuska, összetett | 1126  | 28.      |
| Maurice Racca           | Sportpuska, fekvő     | 589   | 39.      |
| Robert Pignard          | Trap                  | 176   | 10.      |
| Michel Prévost          | Trap                  | 171   | 14.      |

## Súlyemelés
| Versenyző      | Versenyszám | Nyomás   | Nyomás   | Szakítás | Szakítás | Lökés    | Lökés    | Összesen | Helyezés |
| Versenyző      | Versenyszám | Eredmény | Helyezés | Eredmény | Helyezés | Eredmény | Helyezés | Összesen | Helyezés |
| -------------- | ----------- | -------- | -------- | -------- | -------- | -------- | -------- | -------- | -------- |
| Roger Gerber   | 67,5 kg     | 105,0    | =12.     | 100,0    | =11.     | 130,0    | =13.     | 335,0    | 15.      |
| Marcel Paterni | 82,5 kg     | 132,5    | =3.      | 115,0    | 8.       | 147,5    | 7.       | 395,0    | 7.       |
| Jean Debuf     | 90 kg       | 130,0    | =5.      | 127,5    | =3.      | 167,5    | 2.       | 425,0    |          |

## Torna
Férfi
| Versenyző      | Versenyszám      | Döntő    | Döntő    |
| Versenyző      | Versenyszám      | Pontszám | Helyezés |
| -------------- | ---------------- | -------- | -------- |
| Raymond Dot    | Talaj            | 17,70    | 47.      |
| Raymond Dot    | Ugrás            | 18,25    | =36.     |
| Raymond Dot    | Korlát           | 18,40    | =28.     |
| Raymond Dot    | Nyújtó           | 18,80    | =10.     |
| Raymond Dot    | Gyűrű            | 17,45    | 36.      |
| Raymond Dot    | Lólengés         | 17,80    | 43.      |
| Raymond Dot    | Egyéni összetett | 108,40   | =32.     |
| Jean Guillou   | Talaj            | 17,85    | 44.      |
| Jean Guillou   | Ugrás            | 17,90    | =50.     |
| Jean Guillou   | Korlát           | 17,95    | =41.     |
| Jean Guillou   | Nyújtó           | 18,50    | 28.      |
| Jean Guillou   | Gyűrű            | 16,60    | =46.     |
| Jean Guillou   | Lólengés         | 17,85    | =38.     |
| Jean Guillou   | Egyéni összetett | 106,65   | 46.      |
| Michel Mathiot | Talaj            | 18,15    | =33.     |
| Michel Mathiot | Ugrás            | 17,90    | =50.     |
| Michel Mathiot | Korlát           | 18,40    | =28.     |
| Michel Mathiot | Nyújtó           | 17,90    | =44.     |
| Michel Mathiot | Gyűrű            | 17,00    | 41.      |
| Michel Mathiot | Lólengés         | 18,20    | =28.     |
| Michel Mathiot | Egyéni összetett | 107,55   | 40.      |

Női
| Versenyző            | Versenyszám      | Döntő    | Döntő    |
| Versenyző            | Versenyszám      | Pontszám | Helyezés |
| -------------------- | ---------------- | -------- | -------- |
| Jacqueline Dieudonné | Ugrás            | 8,266    | 65.      |
| Jacqueline Dieudonné | Egyéni összetett | 8,266    | 65.      |
| Danièle Sicot-Coulon | Talaj            | 17,733   | =47.     |
| Danièle Sicot-Coulon | Ugrás            | 17,400   | 55.      |
| Danièle Sicot-Coulon | Felemás korlát   | 17,766   | =35.     |
| Danièle Sicot-Coulon | Gerenda          | 17,900   | 25.      |
| Danièle Sicot-Coulon | Egyéni összetett | 70,800   | 41.      |

## Úszás
Férfi
| Versenyző                                                   | Versenyszám          | Előfutam | Előfutam | Előfutam | Elődöntő | Elődöntő | Elődöntő | Döntő    | Döntő    |
| Versenyző                                                   | Versenyszám          | Idő      | Hely.    | Össz.    | Idő      | Hely.    | Össz.    | Idő      | Helyezés |
| ----------------------------------------------------------- | -------------------- | -------- | -------- | -------- | -------- | -------- | -------- | -------- | -------- |
| Aldo Eminente                                               | 100 m gyors          | 58,0     | 2.       | 8.       | 58,0     | 4.       | 7.*      | 58,1     | 8.       |
| Alexandre Jany                                              | 100 m gyors          | 1:00,2   | 6.       | 28.**    | kiesett  | kiesett  | kiesett  | kiesett  | kiesett  |
| Jean Boiteux                                                | 400 m gyors          | 4:37,9   | 2.       | 9.       |          |          |          | kiesett  | kiesett  |
| Jean Boiteux                                                | 1500 m gyors         | 18:46,6  | 2.       | 7.       |          |          |          | 18:38,3  | 6.       |
| Jacques Collignon                                           | 1500 m gyors         | 19:10,8  | 3.       | 12.      |          |          |          | kiesett  | kiesett  |
| Jacques Collignon                                           | 400 m gyors          | 4:49,3   | 5.       | 25.      |          |          |          | kiesett  | kiesett  |
| Guy Montserret                                              | 400 m gyors          | 4:52,6   | 5.       | 29.      |          |          |          | kiesett  | kiesett  |
| Guy Montserret                                              | 1500 m gyors         | 19:17,4  | 4.       | 15.      |          |          |          | kiesett  | kiesett  |
| Gilbert Bozon                                               | 100 m hát            | 1:06,4   | 3.       | 11.*     | 1:06,5   | 5.       | 9.**     | kiesett  | kiesett  |
| Robert Christophe                                           | 100 m hát            | 1:04,2   | 1.       | 2.       | 1:04,6   | 1.       | 2.       | 1:04,9   | 4.       |
| Gérard Coignot                                              | 100 m hát            | 1:07,5   | 5.       | 17.*     | kiesett  | kiesett  | kiesett  | kiesett  | kiesett  |
| Hugues Broussard                                            | 200 m mell           | 2:43,0   | 3.       | 8.       |          |          |          | kizárták | kizárták |
| René Pirolley                                               | 200 m pillangó       | 2:30,1   | 4.       | 9.       |          |          |          | kiesett  | kiesett  |
| Aldo Eminente Jacques Collignon Alexandre Jany Jean Boiteux | 4 × 200 m gyorsváltó | 8:56,5   | 4.       | 9.       |          |          |          | kiesett  | kiesett  |

Női
| Versenyző                                                       | Versenyszám          | Előfutam | Előfutam | Előfutam | Elődöntő | Elődöntő | Elődöntő | Döntő   | Döntő    |
| Versenyző                                                       | Versenyszám          | Idő      | Hely.    | Össz.    | Idő      | Hely.    | Össz.    | Idő     | Helyezés |
| --------------------------------------------------------------- | -------------------- | -------- | -------- | -------- | -------- | -------- | -------- | ------- | -------- |
| Ginette Jany-Sendral                                            | 100 m hát            | 1:19,1   | 8.       | 21.      |          |          |          | kiesett | kiesett  |
| Ginette Jany-Sendral                                            | 100 m gyors          | 1:09,9   | 6.       | 29.      | kiesett  | kiesett  | kiesett  | kiesett | kiesett  |
| Odile Vouaux                                                    | 100 m gyors          | 1:08,6   | 4.       | 22.      | kiesett  | kiesett  | kiesett  | kiesett | kiesett  |
| Héda Frost                                                      | 100 m gyors          | 1:08,8   | 4.       | 23.**    | kiesett  | kiesett  | kiesett  | kiesett | kiesett  |
| Héda Frost                                                      | 400 m gyors          | 5:14,4   | 2.       | 8.       |          |          |          | 5:15,4  | 7.       |
| Viviane Gouverneur                                              | 400 m gyors          | 5:29,7   | 6.       | 24.      |          |          |          | kiesett | kiesett  |
| Colette Thomas                                                  | 400 m gyors          | 5:23,9   | 5.       | 17.      |          |          |          | kiesett | kiesett  |
| Odette Lusien                                                   | 100 m pillangó       | 1:19,8   | 7.       | 12.      |          |          |          | kiesett | kiesett  |
| Odile Vouaux Viviane Gouverneur Ginette Jany-Sendral Héda Frost | 4 × 100 m gyorsváltó | 4:36,6   | 5.       | 10.      |          |          |          | kiesett | kiesett  |

* - egy másik versenyzővel azonos időt ért el

** - két másik versenyzővel azonos időt ért el

## Vitorlázás
Nyílt
| Versenyző                                            | Versenyszám | Futam | Futam | Futam | Futam | Futam | Futam | Futam | Pontszám | Helyezés |
| Versenyző                                            | Versenyszám | 1     | 2     | 3     | 4     | 5     | 6     | 7     | Pontszám | Helyezés |
| ---------------------------------------------------- | ----------- | ----- | ----- | ----- | ----- | ----- | ----- | ----- | -------- | -------- |
| Didier Poissant                                      | Finn dingi  | 361   | 557   | 800   | 288   | 323   | 226   | (198) | 2555     | 13.      |
| Philippe Chancerel Michel Parent                     | Csillaghajó | 481   | 703   | 578   | 481   | 481   | (0)   | 402   | 3126     | 5.       |
| Claude Flahault Roger Tiriau                         | Sharpie     | 437   | 312   | 437   | (0)   | 261   | 174   | 437   | 2058     | 8.       |
| Albert Cadot Jean-Jacques Herbulot Dominique Perroud | 5,5 méteres | 101   | 323   | (0)   | 198   | 256   | 499   | 402   | 1779     | 6.       |

## Vívás
Férfi
| Versenyző                                                                                   | Versenyszám       | Csoportkör                                                           | Csoportkör | Csoportkör | Csoportkör  | Csoportkör | Csoportkör | Csoportkör | Csoportkör | Helyezés    |
| Versenyző                                                                                   | Versenyszám       | 1. kör                                                               | 1. kör     | Negyeddöntő | Negyeddöntő | Elődöntő | Elődöntő   | Döntő | Döntő      | Helyezés    |
| Versenyző                                                                                   | Versenyszám       | Ellenfél Eredmény                                                    | Hely.      | Ellenfél Eredmény | Hely.       | Ellenfél Eredmény | Hely.      | Ellenfél Eredmény | Hely.      | Helyezés    |
| ------------------------------------------------------------------------------------------- | ----------------- | -------------------------------------------------------------------- | ---------- | --- | ----------- | --- | ---------- | --- | ---------- | ----------- |
| Christian d’Oriola                                                                          | Tőr, egyéni       |                                                                      |            | 4. csoport · André Verhalle (BEL) · 5-1 · Fülöp Mihály (HUN) · 5-3 · David McKenzie (AUS) · 5-1 · Roland Asselin (CAN) · 5-0 · Emilio Echeverry (COL) · 5-0 · Mark Midler (URS) · 4-5 · René Paul (GBR) · 1-5                                                     | 2.          | 2. csoport · Giancarlo Bergamini (ITA) · 5-0 · Allan Jay (GBR) · 5-4 · Günter Stratmann (EUA) · 5-2 · Brian McCowage (AUS) · 5-0 · Jurij Oszipov (URS) · 5-1 · René Paul (GBR) · 5-2 · Gyuricza József (HUN) · 2-5                                                                                         | 1.         | Döntő csoport · Antonio Spallino (ITA) · 5-1 · Allan Jay (GBR) · 5-2 · Gyuricza József (HUN) · 5-1 · Claude Netter (FRA) · 5-2 · Mark Midler (URS) · 5-4 · Raymond Paul (GBR) · 5-2 · Giancarlo Bergamini (ITA) · 3-5 | 1.         |             |
| Jacques Lataste                                                                             | Tőr, egyéni       |                                                                      |            | 2. csoport · François Dehez (BEL) · 5-2 · Michael Sichel (AUS) · 3-5 · Jurij Oszipov (URS) · 3-5 · Albert Axelrod (USA) · 3-5 · Günter Stratmann (EUA) · 2-5 · Edoardo Mangiarotti (ITA) · 2-5 · Gabriel Blando (COL) · 4-5                                       | 7.          | kiesett | kiesett    | kiesett | kiesett    | helyezetlen |
| Claude Netter                                                                               | Tőr, egyéni       |                                                                      |            | 3. csoport · Raymond Paul (GBR) · 5-4 · Giancarlo Bergamini (ITA) · 5-0 · Somodi Lajos (HUN) · 5-3 · Santiago Massini (ARG) · 5-4 · Byron Krieger (USA) · 5-1 · Ghislain Delaunois (BEL) · 4-5 · Brian McCowage (AUS) · nem vívtak                                | 1.          | 1. csoport · Mark Midler (URS) · 5-0 · André Verhalle (BEL) · 5-2 · Jurij Rudov (URS) · 5-0 · Albert Axelrod (USA) · 5-3 · Michael Sichel (AUS) · 5-0 · Antonio Spallino (ITA) · 4-5 · Raymond Paul (GBR) · 2-5                                                                                            | 1.         | Döntő csoport · Giancarlo Bergamini (ITA) · 5-4 · Gyuricza József (HUN) · 5-1 · Raymond Paul (GBR) · 5-0 · Christian d’Oriola (FRA) · 2-5 · Antonio Spallino (ITA) · 1-5 · Allan Jay (GBR) · 2-5 · Mark Midler (URS) · 1-5 | 6.         | 6.          |
| Daniel Dagallier                                                                            | Párbajtőr, egyéni | erőnyerő                                                             | erőnyerő   | 4. csoport · Sákovics József (HUN) · 5-3 · Ivan Lund (AUS) · 5-2 · Berndt-Otto Rehbinder (SWE) · 3-5 · Sewall Shurtz (USA) · 4-5 · Rolf Wiik (FIN) · 2-5 · Michael Howard (GBR) · 3-5                                                                             | 5.          | kiesett | kiesett    | kiesett | kiesett    | helyezetlen |
| Armand Mouyal                                                                               | Párbajtőr, egyéni | erőnyerő                                                             | erőnyerő   | 3. csoport · Giuseppe Delfino (ITA) · 5-2 · Édouard Schmit (LUX) · 5-3 · Günter Stratmann (EUA) · 5-4 · Allan Jay (GBR) · 5-3 · Richard Stone (AUS) · 5-4 · Ghislain Delaunois (BEL) · 1-5                                                                        | 1.          | 2. csoport · Émile Gretsch (LUX) · 5-1 · Berndt-Otto Rehbinder (SWE) · 5-2 · Sákovics József (HUN) · 5-2 · Richard Pew (USA) · 4-5 · Per Carleson (SWE) · 4-5 · Carlo Pavesi (ITA) · 2-5 · Rolf Wiik (FIN) · 5-5                                                                                           | 6.         | kiesett | kiesett    | helyezetlen |
| René Queyroux                                                                               | Párbajtőr, egyéni | erőnyerő                                                             | erőnyerő   | 2. csoport · Per Carleson (SWE) · 5-0 · Balthazár Lajos (HUN) · 5-2 · Arnold Csarnusevics (URS) · 5-4 · Kinmont Hoitsma (USA) · 5-4 · Roger Achten (BEL) · 5-4 · Carlo Pavesi (ITA) · 2-5                                                                         | 2.          | 1. csoport · Giuseppe Delfino (ITA) · 5-4 · Ghislain Delaunois (BEL) · 5-2 · Carl Forssell (SWE) · 5-3 · Sewall Shurtz (USA) · 5-2 · Édouard Schmit (LUX) · 5-2 · Balthazár Lajos (HUN) · 4-5 · Edoardo Mangiarotti (ITA) · 4-5                                                                            | 1.         | Döntő csoport · Carlo Pavesi (ITA) · 5-3 · Per Carleson (SWE) · 5-0 · Rolf Wiik (FIN) · 5-2 · Giuseppe Delfino (ITA) · 3-5 · Edoardo Mangiarotti (ITA) · 3-5 · Richard Pew (USA) · 4-5 · Balthazár Lajos (HUN) · 4-5 | 6.         | 6.          |
| Claude Gamot                                                                                | Kard, egyéni      | erőnyerő                                                             | erőnyerő   | 4. csoport · Jerzy Pawłowski (POL) · nincs adat · Gastone Darè (ITA) · nincs adat · George Worth (USA) · nincs adat · Lev Kuznyecov (URS) · nincs adat · Ralph Cooperman (GBR) · nincs adat · Leslie Fadgyas (AUS) · nincs adat · Összesítés: 2GY-4V (21-23)      | 6.          | kiesett | kiesett    | kiesett | kiesett    | helyezetlen |
| Jacques Lefèvre                                                                             | Kard, egyéni      | erőnyerő                                                             | erőnyerő   | 1. csoport · Roberto Ferrari (ITA) · nincs adat · Kovács Pál (HUN) · nincs adat · Allan Kwartler (USA) · nincs adat · Jakov Rilszkij (URS) · nincs adat · Teodoro Goliardi (URU) · nincs adat · Benito Ramos (MEX) · nincs adat · Összesítés: 3GY-2V (19-13)      | 3.          | 1. csoport · Kárpáti Rudolf (HUN) · nincs adat · Jerzy Pawłowski (POL) · nincs adat · Luigi Narduzzi (ITA) · nincs adat · Jevhen Cserepovszkij (URS) · nincs adat · Günter Stratmann (EUA) · nincs adat · Allan Kwartler (USA) · nincs adat · Gastone Darè (ITA) · nincs adat · Összesítés: 4GY-3V (28-24) | 3.         | Döntő csoport · Kárpáti Rudolf (HUN) · nincs adat · Jerzy Pawłowski (POL) · nincs adat · Lev Kuznyecov (URS) · nincs adat · Gerevich Aladár (HUN) · nincs adat · Wojciech Zabłocki (POL) · nincs adat · Kovács Pál (HUN) · nincs adat · Luigi Narduzzi (ITA) · nincs adat · Összesítés: 4GY-3V (27-25) · Rájátszás: A bronzéremért · Lev Kuznyecov (URS) · 2-5 | 4.         | 4.          |
| Jacques Roulot                                                                              | Kard, egyéni      | erőnyerő                                                             | erőnyerő   | 3. csoport · Kárpáti Rudolf (HUN) · nincs adat · Wojciech Zabłocki (POL) · nincs adat · Günter Stratmann (EUA) · nincs adat · Tibor Nyilas (USA) · nincs adat · Bill Hoskyns (GBR) · nincs adat · Graham McKenzie (AUS) · nincs adat · Összesítés: 4GY-1V (24-14) | 2.          | 2. csoport · Kovács Pál (HUN) · nincs adat · Gerevich Aladár (HUN) · nincs adat · Lev Kuznyecov (URS) · nincs adat · Wojciech Zabłocki (POL) · nincs adat · Roberto Ferrari (ITA) · nincs adat · George Worth (USA) · nincs adat · Marcel Van Der Auwera (BEL) · nincs adat · Összesítés: 2GY-5V (19-30)   | 6.         | kiesett | kiesett    | helyezetlen |
| Bernard Baudoux Roger Closset René Coicaud Christian d’Oriola Jacques Lataste Claude Netter | Tőr, csapat       | 1. csoport · Szovjetunió (URS) · 7-9 · Belgium (BEL) · 10-4          | 1.         | |             | 2. csoport · Szovjetunió (URS) · 9-4 · Magyarország (HUN) · nem vívtak | 2.         | Döntő csoport · Olaszország (ITA) · 7-9 · Magyarország (HUN) · 11-5 · Egyesült Államok (USA) · 10-6 | 2.         |             |
| Daniel Dagallier Yves Dreyfus Armand Mouyal Claude Nigon René Queyroux                      | Párbajtőr, csapat | 3. csoport · Luxemburg (LUX) · 9-6 · Belgium (BEL) · nem vívtak      | 2.         | |             | 2. csoport · Szovjetunió (URS) · 9-7 · Nagy-Britannia (GBR) · nem vívtak | 2.         | Döntő csoport · Olaszország (ITA) · 1-15 · Magyarország (HUN) · 7-9 · Nagy-Britannia (GBR) · 9-3 | 3.         |             |
| Claude Gamot Jacques Lefèvre Bernard Morel Jacques Roulot                                   | Kard, csapat      | 3. csoport · Ausztrália (AUS) · 9-1 · Szovjetunió (URS) · nem vívtak | 2.         | |             | 1. csoport · Szovjetunió (URS) · 9-7 · Olaszország (ITA) · 8-6 | 1.         | Döntő csoport · Magyarország (HUN) · 4-12 · Lengyelország (POL) · 6-10 · Szovjetunió (URS) · 7-8 | 4.         | 4.          |

Női
| Versenyző          | Versenyszám | Csoportkör | Csoportkör | Csoportkör | Csoportkör | Csoportkör | Csoportkör | Helyezés    |
| Versenyző          | Versenyszám | 1. kör | 1. kör     | Elődöntő | Elődöntő   | Döntő | Döntő      | Helyezés    |
| Versenyző          | Versenyszám | Ellenfél Eredmény | Hely.      | Ellenfél Eredmény | Hely.      | Ellenfél Eredmény | Hely.      | Helyezés    |
| ------------------ | ----------- | --- | ---------- | --- | ---------- | --- | ---------- | ----------- |
| Catherine Delbarre | Tőr, egyéni | 1. csoport · Emma Yefimova (URS) · 4-2 · Mary Glen-Haig (GBR) · 4-0 · Denise O'Brien (AUS) · 4-0 · Maxine Mitchell (USA) · 2-4 · Dömölky Lídia (HUN) · 3-4 · Velleda Cesari (ITA) · 1-4 · Rájátszás: · Velleda Cesari (ITA) · 4-2 | 4.         | 2. csoport · Orbán Olga (ROU) · 4-3 · Gillian Sheen (GBR) · 4-1 · Dömölky Lídia (HUN) · 4-2 · Pilar Roldán (MEX) · 4-1 · Janice-Lee York-Romary (USA) · 2-4       | 1.         | Döntő csoport · Renée Garilhe (FRA) · 4-3 · Ellen Müller-Preis (AUT) · 4-3 · Bruna Colombetti (ITA) · 4-3 · Gillian Sheen (GBR) · 3-4 · Orbán Olga (ROU) · 3-4 · Janice-Lee York-Romary (USA) · 2-4 · Karen Lachmann (DEN) · 0-4      | 5.         | 5.          |
| Renée Garilhe      | Tőr, egyéni | 3. csoport · Karen Lachmann (DEN) · 4-2 · Valentyina Rasztvorova (URS) · 4-2 · Judy Goodrich (USA) · 4-1 · Nyári Magda (HUN) · 4-3 · Joy Hardon (AUS) · 4-3 · Gillian Sheen (GBR) · 2-4 · Orbán Olga (ROU) · 2-4                  | 3.         | 1. csoport · Ellen Müller-Preis (AUT) · 4-3 · Emma Yefimova (URS) · 4-3 · Maxine Mitchell (USA) · 4-0 · Bruna Colombetti (ITA) · 1-4 · Karen Lachmann (DEN) · 2-4 | 3.         | Döntő csoport · Orbán Olga (ROU) · 4-3 · Janice-Lee York-Romary (USA) · 4-0 · Karen Lachmann (DEN) · 4-0 · Ellen Müller-Preis (AUT) · 4-1 · Bruna Colombetti (ITA) · 4-2 · Gillian Sheen (GBR) · 3-4 · Catherine Delbarre (FRA) · 3-4 | 3.         |             |
| Régine Veronnet    | Tőr, egyéni | 2. csoport · Bruna Colombetti (ITA) · 4-3 · Ecaterina Orb (ROU) · 4-3 · Nadezhda Shitikova (URS) · 4-2 · Janice-Lee York-Romary (USA) · 2-4 · Ellen Müller-Preis (AUT) · 3-4 · Pilar Roldán (MEX) · 2-4 · Lois Joseph (AUS) · 3-4 | 7.         | kiesett | kiesett    | kiesett | kiesett    | helyezetlen |